# گرگوری ژاچکو
 گرگوری ژاچکو (انگلیسی: Gregory Jaczko؛ زاده ۲۹ اکتبر ۱۹۷۰) یک سیاست‌مدار اهل ایالات متحده آمریکا است.